# (32389) Michflannory
(32389) Michflannory est un astéroïde de la ceinture principale.

## Description
(32389) Michflannory est un astéroïde de la ceinture principale. Il fut découvert le 29 août 2000 à Socorro par le projet LINEAR. Il présente une orbite caractérisée par un demi-grand axe de 3,11 UA, une excentricité de 0,14 et une inclinaison de 2,8° par rapport à l'écliptique.

## Compléments